# Lesná (district de Pelhřimov)
Pour les articles homonymes, voir Lesná.
Lesná (en allemand : Lesna) est une commune du district de Pelhřimov, dans la région de Vysočina, en République tchèque. Sa population s'élevait à 68 habitants en 2020.

## Géographie
Lesná se trouve à 6,5 km au sud-ouest de Pacov, à 15,5 km au nord-ouest de Pelhřimov, à 41 km à l'ouest-nord-ouest de Jihlava à 78 km au sud-est de Prague.
La commune est limitée par Buřenice au nord et à l'est, par Hořepník à l'est, par Samšín au sud, par Velká Chyška à l'ouest et par Útěchovice pod Stražištěm au nord-ouest.

## Histoire
La première mention écrite de la localité date de 1299.

## Transports
Par la route, Lesná se trouve à 8,5 km de Pacov, à 22 km de Pelhřimov, à 53 km de Jihlava à 100 km de Prague.